# Белокровные рыбы
Белокровные рыбы, или белокровковые (лат. Channichthyidae), — семейство антарктических морских лучепёрых рыб подотряда нототениевидных отряда окунеобразных, представители которого населяют холодные воды Антарктики и Субантарктики, а также нотальные воды Фолклендско-патагонского района Южной Америки. Около 25 видов в 11 родах.

## Описание

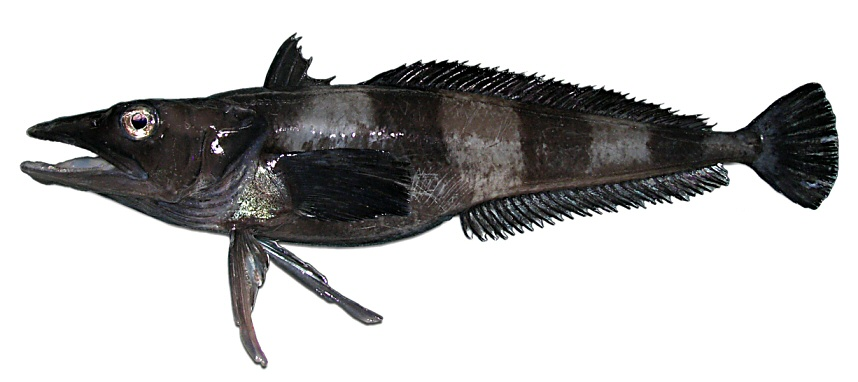
Глубинная белокровка (Chionobathyscus dewitti), море Росса

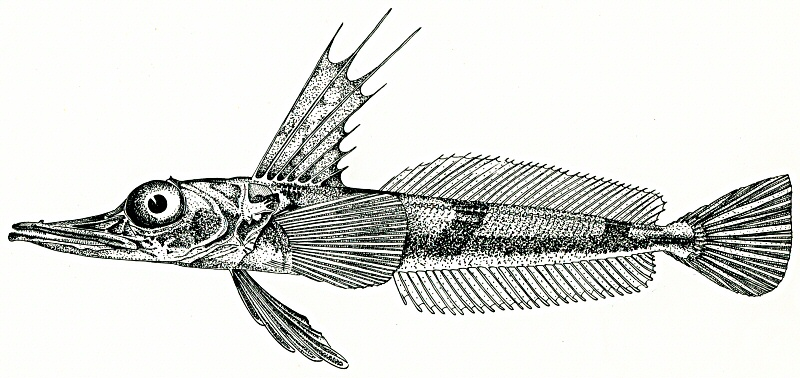
Карликовая белокровка (Channichthys irinae), эндемик островов Кергелен

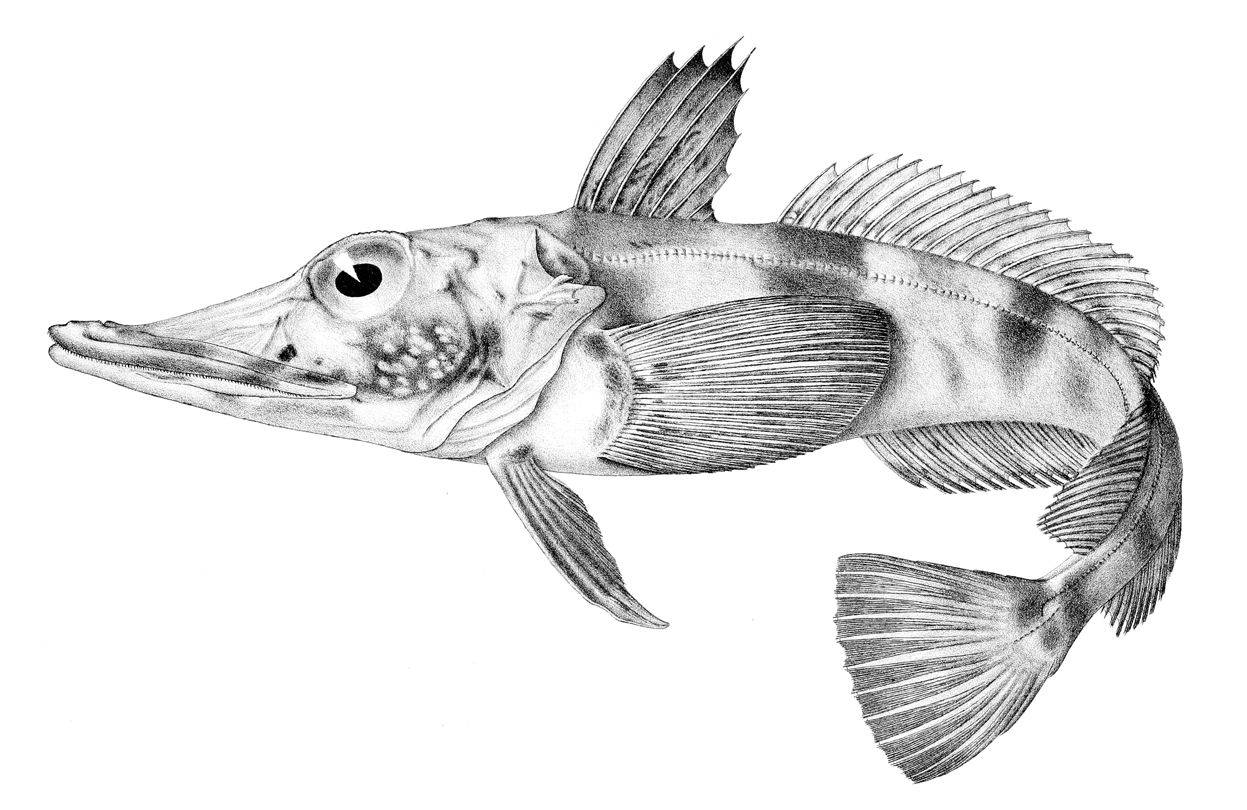
Chaenocephalus aceratus

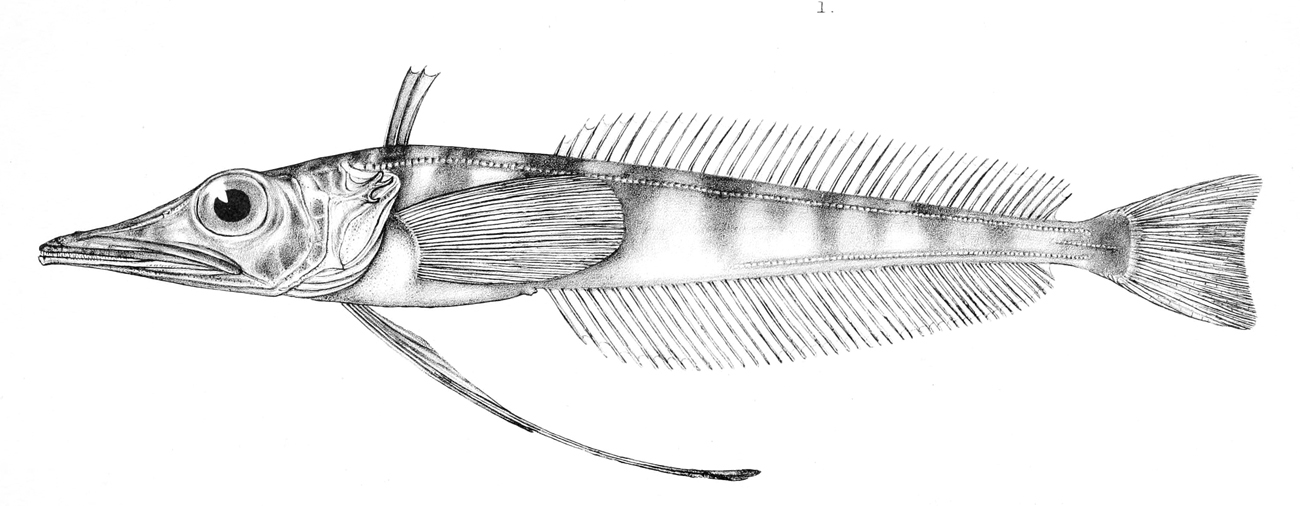
Cryodraco atkinsoni

Тело удлиненное, лишённое чешуи, покрытое хорошо развитым слоем слизи. Голова более или менее сжатая доросвентрально с заметно удлиненным, уплощенным дорсовентрально веслообразным рылом и очень крупным невыдвижным ртом. Зубы на челюстях мелкие конические, расположенные в несколько рядов. В верхней части крышечной кости обычно имеются хорошо развитые простые или ветвящиеся шипы. Грудные плавники крупные, веерообразные, с 18—27 лучами. Брюшные плавники югулярные или югулярно-торакальные, широкие или удлиненные. Два, как правило, четко разделенных междорсальным пространством спинных плавника: первый плавник относительно короткий, с 3—15 мягкими колючками, во втором спинном плавнике 26—47 мягких членистых лучей. В анальном плавнике 24—49 лучей. Хвостовой плавник усеченный или закругленный, изредка слабовыемчатый, насчитывает 11—12 основных лучей. Две или три боковые линии с костными члениками или округлыми костными пластинками и свободными невромастами. Жаберные тычинки пластинчатые озубленные или рудиментарные гладкие. Общее число позвонков — 49—71, из них 22—31 туловищных и 25—43 хвостовых.
Кровь по сути представляет собой бесцветную или слегка желтоватую плазму, так как практически не содержит форменных элементов — зрелых форм эритроцитов и гемоглобина, а в мышцах, как правило, отсутствует миоглобин или содержится в крайне малых количествах. Большинство видов обитает в экстремально холодных условиях высокоширотной Антарктики на грани замерзания воды (до −1,9  °C). Основной газообмен осуществляется не через жабры, а посредством чрезвычайно васкуляризированной кожи грудной области туловища и эпителия ротовой полости (до 75 %). Преимущественно донные одиночные виды, некоторые виды могут образовывать крупные скопления и частично ведут пелагический образ жизни (Champsocephalus gunnari). Молодь пелагическая. Прибрежные и глубоководные виды, обитающие на глубинах от нескольких метров до 2000 м (Chionobathyscus dewitti), преимущественно в высокоширотной Антарктике. Один вид (Champsocephalus esox) населяет умеренные воды Фолклендско-патагонского шельфа Южной Америки. Хищники и зоопланктофаги. Общая длина 25—75 см.
Некоторые виды (например, щуковидная белокровка Champsocephalus gunnari, известная под коммерческим названием «ледяная рыба») являются промысловыми, обладают хорошими вкусовыми качествами, нежным светлым мясом и используются в кулинарии.

## Систематика
11 родов и около 25 видов.
- Chaenocephalus Regan, 1913.
  - Chaenocephalus aceratus (Lönnberg, 1906) — крокодиловая белокровка
- Chaenodraco Regan, 1914.
  - Chaenodraco wilsoni Regan, 1914 — белокровка Вильсона, или четырёхпалая белокровка
- Champsocephalus Gill, 1862.
  - Champsocephalus esox (Günther, 1861) — щучья белокровка, или патагонская белокровка
  - Champsocephalus gunnari Lönnberg, 1905 — ледяная рыба, или щуковидная белокровка
- Channichthys Richardson, 1844 — носорогие белокровки[13].
  - Channichthys aelitae Shandikov, 1995 — белокровка Аэлиты
  - Channichthys bospori Shandikov, 1995 — большеглазая белокровка
  - Channichthys irinae Shandikov, 1995 — карликовая белокровка
  - Channichthys mithridatis Shandikov, 2008 — зелёная белокровка[14]
  - Channichthys panticapaei Shandikov, 1995 — угольная белокровка[15]
  - Channichthys rhinoceratus Richardson, 1844 — носорогая белокровка
  - Channichthys richardsoni Shandikov, 2011 — белокровка Ричардсона[8]
  - Channichthys rugosus Regan, 1913 — рыжая белокровка
  - Channichthys velifer Meissner, 1974 — парусная белокровка[16]
- Chionobathyscus Andriashev & Neyelov, 1978.
  - Chionobathyscus dewitti Andriashev & Neyelov, 1978 — глубинная белокровка
- Chionodraco Lönnberg, 1906.
  - Chionodraco hamatus (Lönnberg, 1905) — шиповатая белокровка
  - Chionodraco myersi DeWitt & Tyler, 1960 — белокровка Майерса
  - Chionodraco rastrospinosus DeWitt & Hureau, 1979 — шипоносая белокровка
- Cryodraco Dollo, 1900.
  - Cryodraco antarcticus Dollo, 1900 — длиннопалая белокровка
  - Cryodraco atkinsoni Regan, 1914 — белокровка Аткинсона
  - Cryodraco pappenheimi Regan, 1913 — белокровка Паппенгейма
- Dacodraco Waite, 1916.
  - Dacodraco hunteri Waite, 1916 — дакодрако
- Neopagetopsis Nybelin, 1947.
  - Neopagetopsis ionah Nybelin, 1947 — китовая белокровка
- Pagetopsis Regan, 1913.
  - Pagetopsis macropterus (Boulenger, 1907) — большекрылая белокровка
  - Pagetopsis maculatus Barsukov & Permitin, 1958 — пятнистая белокровка
- Pseudochaenichthys Norman, 1937.
  - Pseudochaenichthys georgianus Norman, 1937 — южногеоргианская белокровка